# Ernie Russell

Ernest "Ernie" Russell, född 21 oktober 1883 i Montreal, Quebec, död 23 februari 1963 i Montreal, var en kanadensisk professionell ishockeyspelare. Ernie Russell spelade för Montreal AAA i CAHL och för Montreal Wanderers i ECAHA och NHA åren 1904–1914.
Ernie Russell var en offensiv stjärnspelare i ett Montreal Wanderers som vann fyra Stanley Cup åren 1906, 1907, 1908 och 1910.
Russell valdes in i Hockey Hall of Fame 1965.

## Statistik
CAHL = Canadian Amateur Hockey League, ECAHA = Eastern Canada Amateur Hockey Association
| 1905               | Montreal AAA       | CAHL               | 8  | 11 | 0 | 11 | –   | –  | –  | – | –  | –  |
| 1906               | Montreal Wanderers | ECAHA              | 6  | 21 | 0 | 21 | 13  | –  | –  | – | –  | –  |
| 1906               | Montreal Wanderers | Stanley Cup        | –  | –  | – | –  | –   | 2  | 4  | 0 | 4  | 6  |
| 1907               | Montreal Wanderers | ECAHA              | 9  | 43 | 0 | 43 | 26  | –  | –  | – | –  | –  |
|                    | Montreal Wanderers | Stanley Cup        | –  | –  | – | –  | –   | 5  | 12 | 0 | 12 | 35 |
| 1907–08            | Montreal Wanderers | ECAHA              | 9  | 20 | 0 | 20 | 37  | –  | –  | – | –  | –  |
|                    | Montreal Wanderers | Stanley Cup        | –  | –  | – | –  | –   | 3  | 11 | 0 | 11 | 7  |
| 1908–09            | Spelade ej         |                    | –  | –  | – | –  | –   | –  | –  | – | –  | –  |
| 1910               | Montreal Wanderers | NHA                | 12 | 32 | 0 | 32 | 51  | –  | –  | – | –  | –  |
|                    | Montreal Wanderers | Stanley Cup        | –  | –  | – | –  | –   | 1  | 4  | 0 | 4  | 3  |
| 1910–11            | Montreal Wanderers | NHA                | 11 | 18 | 0 | 18 | 56  | –  | –  | – | –  | –  |
| 1911–12            | Montreal Wanderers | NHA                | 18 | 27 | 0 | 27 | 110 | –  | –  | – | –  | –  |
| 1912–13            | Montreal Wanderers | NHA                | 15 | 7  | 0 | 7  | 48  | –  | –  | – | –  | –  |
| 1913–14            | Montreal Wanderers | NHA                | 12 | 2  | 4 | 6  | 21  | –  | –  | – | –  | –  |
| ECAHA totalt       | ECAHA totalt       | ECAHA totalt       | 24 | 84 | 0 | 84 | 76  | –  | –  | – | –  | –  |
| NHA totalt         | NHA totalt         | NHA totalt         | 68 | 86 | 4 | 90 | 286 | –  | –  | – | –  | –  |
| Stanley Cup totalt | Stanley Cup totalt | Stanley Cup totalt | –  | –  | – | –  | –   | 11 | 31 | 0 | 31 | 51 |

Statistik från hockey-reference.com